# Đại dương Ural
Đại dương Ural là một đại dương cổ và nhỏ, nằm giữa Siberia và Baltica. Theo quan điểm truyền thống, đại dương này hình thành vào kỷ Ordovic, khoảng 450-500 triệu năm trước, khi các đảo lớn từ Siberia va chạm với Baltica, hiện nay là một phần của siêu lục địa nhỏ Euramerica. Tuy nhiên một số ý kiến khác, như của S. G. Samygin - tiến sĩ của Viện địa chất Viện Hàn lâm khoa học Nga, dựa trên phân tích cổ từ học - cho rằng nó hình thành sớm hơn, khoảng 700 triệu năm trước, trong kỷ Cryogen của đại Tân Nguyên Sinh.
Các đảo này cũng làm cho đại dương Khanty, tiền thân của đại dương Ural bị khép lại. Tuy nhiên, trong kỷ Devon thì đại dương Ural bắt đầu chìm xuống do lục địa Siberia và tiểu lục địa Kazakhstania đã tiến sát gần với Baltica. Vào cuối kỷ Devon tới thế Mississippi (kỷ Than Đá), đại dương Ural trở thành một eo biển. Cho đến khi diễn ra va chạm của ba tiểu lục địa nói trên trong kỷ Than Đá, khoảng 300 triệu năm trước, thì nó tạo thành dãy núi Ural, khép kín hoàn toàn đại dương này vào tạo thành siêu lục địa Pangaea.